# Trójkąt (instrument muzyczny)
Trójkąt inaczej triangel lub trianguł (wł. triangolo; skróty wł. trg., trgl.) – instrument perkusyjny z grupy idiofonów o nieokreślonej wysokości dźwięku.
Trójkąt wykonany jest ze stalowego pręta wygiętego w kształt niedomkniętego trójkąta, zawieszonego na strunie kiszkowej. Gra na nim polega na uderzaniu stalową lub żeliwną pałeczką w którąkolwiek część trójkąta, najczęściej w poziomy pręt. Tremolo uzyskuje się szybko uderzając na przemian w dwa boki: piano – bliżej wierzchołka, forte – dalej. Wydaje on wysoki, metaliczny ton.

## Historia
Znany był już w średniowieczu. W tamtym okresie występował także w formie trapezoidalnej. Wywodzi się prawdopodobnie z sistrum.
Około połowy XVIII wieku został przeniesiony z Azji do Europy. Początkowo wchodził w skład orkiestry janczarskiej, później wprowadzono go do orkiestry operowej, a następnie do symfonicznej.
Do początku XIX wieku miał nanizane metalowe pierścienie.
Trójkąt jest częścią sekcji instrumentów perkusyjnych orkiestry symfonicznej.

## Galeria

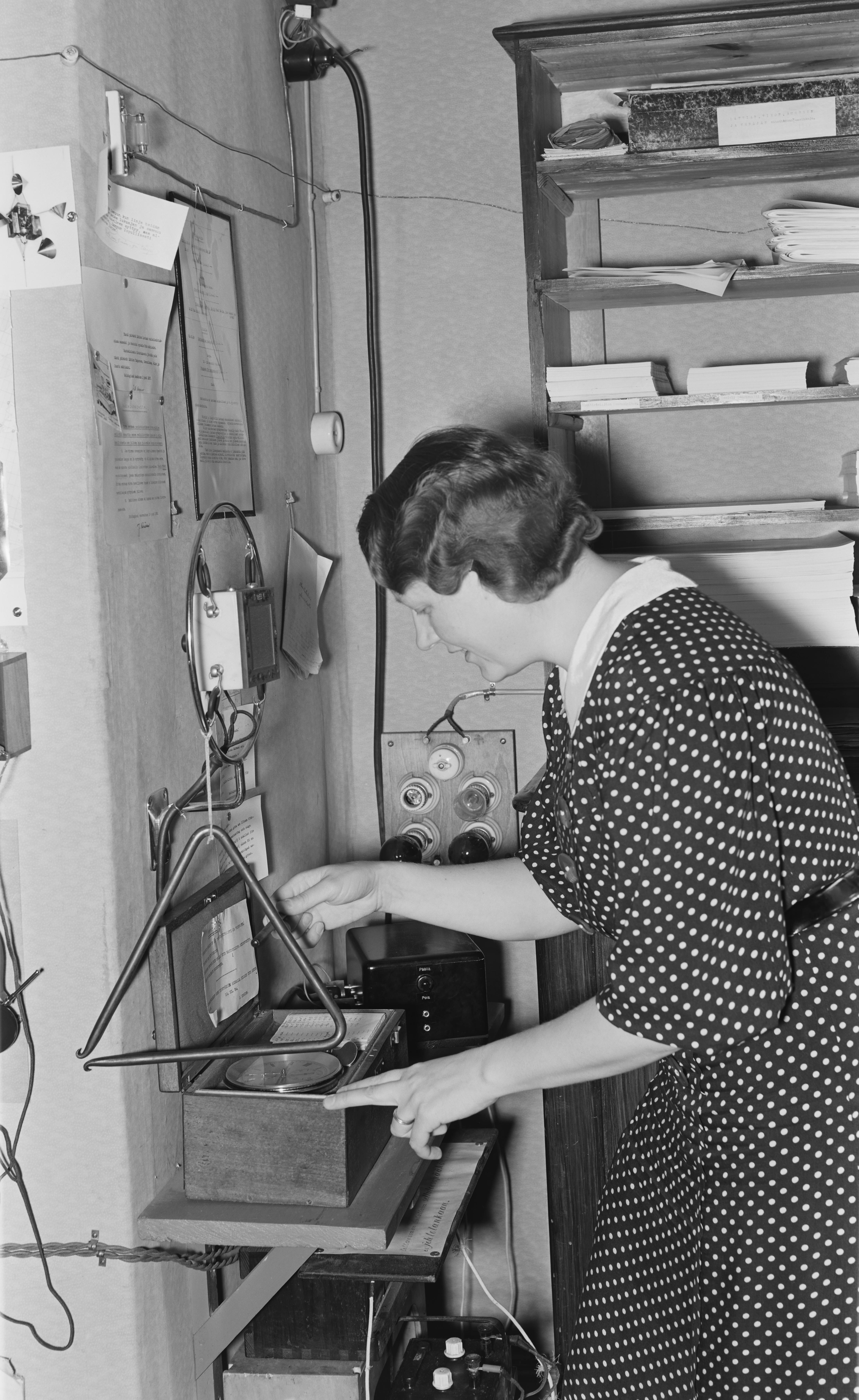
Pogodynka Yle (fińskiego nadawcy publicznego) w latach 30. XX wieku. Obok widoczny trójkąt w charakterze instrumentu sygnałowego.
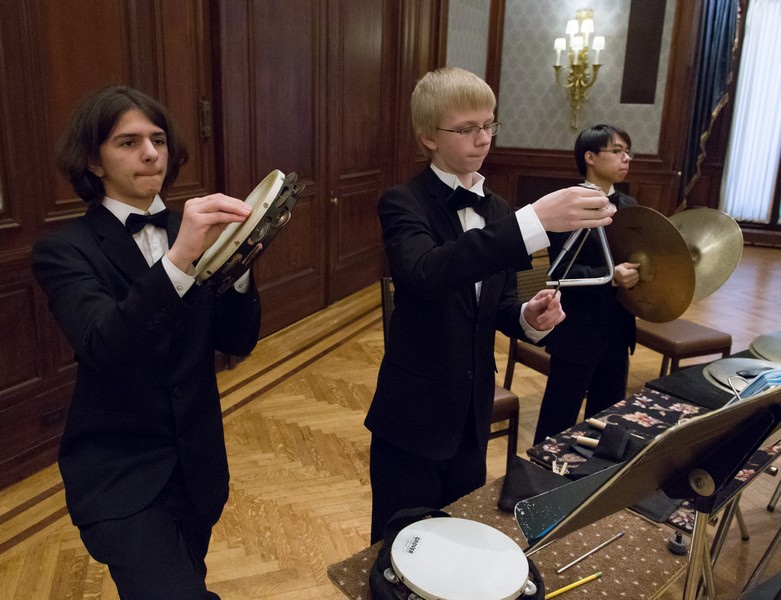
Muzycy sekcji perkusyjnej orkiestry symfonicznej. Pośrodku perkusista grający na trójkącie.
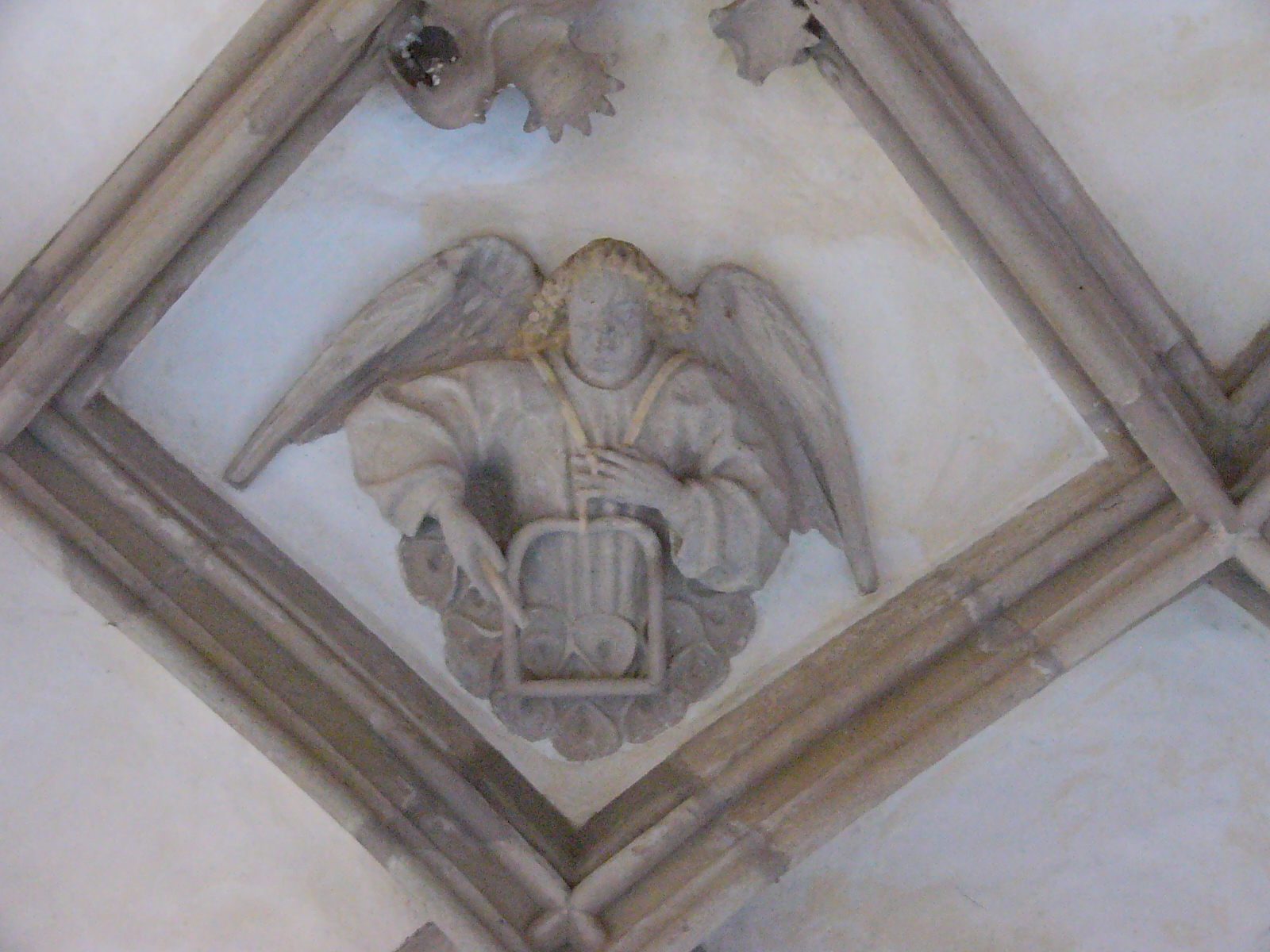
Relief przedstawiający anioła grającego na trójkącie (klasztor w Himmelkron).
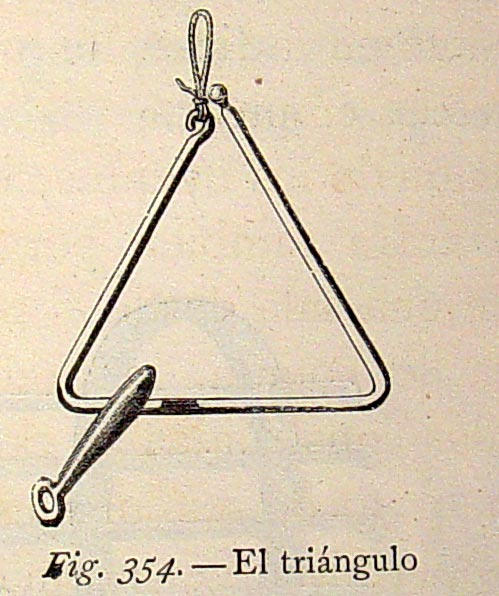
Trójkąt z pałeczką na ilustracji pochodzącej z publikacji Amédée'a Guillemina poświęconej fizyce (wydanie hiszpańskojęzyczne z 1882).